# Beatyfikowani i kanonizowani przez Innocentego XI
Beatyfikowani i kanonizowani przez Innocentego XI – święci i błogosławieni wyniesieni na ołtarze w czasie pontyfikatu Innocentego XI.

## 1678
26 lipca
- Bł. Juliana Falconieri

## 1679
2 lipca
- Bł. Turybiusz de Mogrovejo

## 1681
- Św. Bernard z Menthon

## 1684
11 marca
- Bł. Piotr Regalado

## 1685
24 lutego
- Bł. Szymon z Lipnicy (zatwierdzenie kultu)

## 1686
28 marca
- Św. Piotr Armengol (zatwierdzenie kultu)

## 1687
28 czerwca
- Bł. Antoni ze Stroncone (zatwierdzenie kultu)